# Kerry Armstrong
Kerry Michelle Armstrong (* 3. Januar 1958 in Sydney, New South Wales) ist eine australische Schauspielerin.

## Leben
Armstrong debütierte im Jahr 1974 in der Fernsehserie Marion. In der Komödie Key Exchange (1985) spielte sie an der Seite von Danny Aiello eine der größeren Rollen. Größere Rollen übernahm sie ebenfalls im für das Fernsehen produzierten Kriegsdrama Come in Spinner (1990) sowie im Filmdrama Hunting (1991), welches ihr eine Nominierung für den Australian Film Institute Award brachte. Die in den Jahren 1998 bis 2000 gespielte Rolle in der Fernsehserie SeaChange brachte ihr 2000 eine Nominierung für den Logie Award, den sie nach der erneuten Nominierung ein Jahr später gewann. Im Jahr 2001 erhielt sie für diese Rolle den Australian Film Institute Award.
Im Filmdrama Lantana (2001) spielte Armstrong die betrogene Ehefrau des Polizisten Leon Zat (Anthony LaPaglia). Für diese Rolle erhielt sie 2001 den Australian Film Institute Award sowie – gemeinsam mit Barbara Hershey, Rachael Blake und anderen Kolleginnen – den IF Award. Im Jahr 2002 gewann sie den Film Critics Circle of Australia Award. Im gleichen Jahr wurde sie für die Rolle in der Fernsehserie MDA erneut für den Australian Film Institute Award nominiert. Die Nebenrolle im Filmdrama Oyster Farmer (2004) brachte ihr 2005 eine weitere Nominierung für den Film Critics Circle of Australia Award. Als Hauptdarstellerin in der Musikkomödie Razzle Dazzle: A Journey Into Dance (2007) wurde sie 2007 für den Australian-Film-Institute-Award und 2008 für den Film-Critics-Circle-of-Australia-Award nominiert.
2018 nahm sie an der vierten Staffel der australischen Fernsehshow I’m a Celebrity…Get Me Out of Here! teil.
Armstrong war zeitweise mit dem im Jahr 1996 verstorbenen Musiker Brad Robinson verheiratet. Sie hat drei Kinder aus anderen Beziehungen.

## Filmografie (Auswahl)
- 1978: The Getting of Wisdom
- 1979: Prisoner (Fernsehserie)
- 1979–1981: Skyways (Fernsehserie)
- 1984: Mord ist ihr Hobby (Murder, She Wrote, Fernsehserie, 1 Folge)
- 1985: Key Exchange
- 1985–1986: Der Denver-Clan (Dynasty, Fernsehserie)
- 1990: Come in Spinner
- 1991: Hunting
- 1992–1993: Rock ’n’ Roll Daddy (All Together Now, Fernsehserie)
- 1994–1995: Ocean Girl (Fernsehserie)
- 1997: 20.000 Meilen unter dem Meer (20,000 Leagues Under the Sea) (Fernsehfilm)
- 1998–2019: SeaChange (Fernsehserie)
- 2001: Lantana
- 2002–2003: MDA (Fernsehserie)
- 2004: Oyster Farmer
- 2005: Mind the Gap (Kurzfilm)
- 2007: Razzle Dazzle: A Journey into Dance
- 2008: Reservations
- 2008–2011: Bed of Roses (Fernsehserie)
- 2015: Pawno
- 2016–2017: The Wrong Girl (Fernsehserie)
- 2017: 2:22 – Zeit für die Liebe (2:22)
- 2018–2020: Nachbarn (Neighbours, Fernsehserie)
- 2019: Two Heads Creek
- seit 2019: Frayed (Fernsehserie)
- 2020: The Very Excellent Mr. Dundee
- seit 2020: Grey Nomads (Fernsehserie)
- 2021: Spreadsheet (Fernsehserie)
- 2022: Darby and Joan (Fernsehserie)